# سم فیلد
سم فیلد یک بازیکن فوتبال اهل انگلستان است که در وست برومویچ آلبیون بازی میکند.